# Rosa Díez
Rosa María Díez González (27 mei 1952) is een Spaans politica. Ze is lid van Unión Progreso y Democracia en was van 2008 tot 2016 lid van het Congres van Afgevaardigden.
Tot 2007 was Díez lid van het Europees Parlement voor de Partido Socialista Obrero Español. Ze gaf haar zetel op vanwege onenigheid binnen de Partij van Europese Socialisten over de individuele vrijheden die de socialisten wilden nastreven. Ze richtte haar eigen partij op, Unión Progreso y Democracia. In 2008 en 2011 werd ze verkozen voor het district Madrid voor het Congres van Afgevaardigden.
Díez propageert lagere salarissen voor publieke functies. Hoewel ze woordvoerder voor vijf commissies was, liet ze zich maar voor een betalen.
- Biblioteca Nacional de España: XX1775207
- Gemeinsame Normdatei: 1229962956
- International Standard Name Identifier: 0000 0001 1460 3978
- Library of Congress Control Number: n2007055394
- Système universitaire de documentation: 195767012
- Virtual International Authority File: 28984276
- WorldCat: E39PBJmpfYPwggGFKdcJgw3vpP